# Бахметское (железнодорожная станция)
Бахметское — станция Свердловской железной дороги на участке
Богданович — Тюмень. Входит в Тюменский центр организации работы железнодорожных станций Свердловской дирекции управления движением. Находится на 2070 километре главного хода Транссибирской магистрали, в посёлке Бахметское, в Тугулымском городском округе Свердловской области России, в 14 километрах к западу от райцентра Тугулыма.
От станции есть выезд на Сибирский тракт.
На юг ранее отходила железнодорожная ветка Бахметское — Ертарский, которая в данный момент разобрана (не действует примерно с 2008 года).

## Коммерческие операции
Приём и выдача грузов повагонными и мелкими отправками, загружаемых целыми вагонами, только на подъездных путях и местах необщего пользования.
Прием и выдача грузов в универсальных контейнерах массой брутто 20 и 24 тонн на подъездных путях.
Продажа билетов на все пассажирские поезда. Приём и выдача багажа.

## Инфраструктура
Пост ЭЦ (электрической централизации)